# Thang Kardashev

Biểu đồ mức phát triển của văn minh loài người theo thang Kardashev từ năm 1900 đến 2030, dựa theo dữ liệu của Báo cáo năng lượng toàn cầu từ Cơ quan năng lượng quốc tế.

Thang Kardashev hay thước Kardashev là một phương pháp đo mức phát triển của một nền văn minh. Dù mang tính lý thuyết, thang Kardashev đã miêu tả một hướng đi của văn minh gắn liền với việc sử dụng năng lượng. Nó được đề xuất lần đầu tiên bởi nhà thiên văn học Xô Viết Nikolai Semenovich Kardashev vào năm 1968. Căn cứ vào khả năng lợi dụng năng lượng cũng như mức độ thực dân hóa không gian của một nền văn minh, ba bậc văn minh được đưa ra: loại I, có thể sử dụng được toàn bộ nguồn năng lượng trên hành tinh mẹ; loại II là có thể sử dụng toàn bộ năng lượng từ mặt trời của nó và loại III có thể sử dụng năng lượng trong một thiên hà. Khoa học viễn tưởng cũng đã đề cập tới loại IV, trong đó nền văn minh đã làm chủ mọi nguồn lực trong vũ trụ của nó; loại V, làm chủ mọi vũ trụ; loại VI thao túng các loại vật chất nhỏ hơn hạt nguyên tử, như hạt quark, hạt neutron (rất khó tưởng tượng nền văn minh này); loại VII bẻ cong, điều khiển thời gian và không gian, có thể làm mọi thứ.
Ngoài ra, Kardashev cũng đã đặt một mức năng lượng bình quân cho mỗi bậc văn minh, và chia nhỏ mỗi bậc thành trăm phần để có một thước đo chi tiết hơn. Theo thước này thì nền văn minh loài người năm 2010 ở khoảng 0,72 và các suy đoán lý thuyết cho rằng loài người sẽ đạt đến đỉnh cao của loại I vào khoảng năm 2120, loại II vào khoảng năm 3100, và loại III trong khoảng một trăm ngàn đến một triệu năm tới. Loại IV vào khoảng 10 triệu đến 100 triệu năm tới. Loại V vào 1 tỷ năm tới. Loại VI vào 20 tỷ năm tới. Loại VII vào 300 tỷ năm tới.

## Phân chia theo sử dụng năng lượng
Loại I: Văn minh có khả năng khai thác và sử dụng tài nguyên năng lượng trong một hành tinh. Năng lượng của Trái Đất được tính là 1,74 × 1017 W (174 petawatt). Con số ban đầu mà Kardashev đưa ra là 4 × 1012 W, "gần với mức hiện nay trên Trái Đất" (hiện nay chỉ năm 1964).
Loại II: Văn minh có khả năng khai thác và sử dụng năng lượng tài nguyên năng lượng trong một ngôi sao. Năng lượng của mặt trời chúng ta là 3,86 × 1026 W. Con số Kardashev đưa ra cũng là 4 × 1026 W.
Loại III: Văn minh có khả năng khai thác và sử dụng năng lượng của một thiên hà. Ước chừng 4 × 1037 W. Vì các thiên hà có thể chênh lệnh rất nhiều về kích thước nên độ dao động của con số này rất rộng.
Nếu dùng năng lượng chứa trong một bom hạt nhân làm thước đo, Tsar Bomba, quả bom hạt nhân mạnh nhất từng được cho nổ có năng lượng nổ là 57 triệu tấn TNT. Trong khi đó một nền văn minh loại I sử dụng năng lượng tương đương 25 triệu tấn TNT mỗi giây, và sau mỗi 2,28 giây thì đạt tới năng lượng của Tsar Bomba. Một nền văn minh loại II sử dụng năng lượng tương đương 4 tỉ quả bom khinh khí mỗi giây. Loại ba lại gấp 100 tỉ lần loại II.

## Mức văn minh của loài người
Văn minh loài người đang ở đâu đó dưới bậc I, do nó chỉ sử dụng được một phần nhỏ nguồn năng lượng của Trái Đất. Các văn minh ở mức này có thể xếp vào loại 0. Mặc dù mức văn minh này không được Kardashev đề cập, Carl Sagan lập luận rằng nó có thể dễ dàng suy ra từ các giá trị của các mức khác. Năm 1973, ông tính được mức văn minh của loài người là 0,7 dựa theo tỉ lệ giữa loại 0 và loại I.
Công thức Sagan sử dụng:
{\displaystyle K={\frac {\log _{10}{W}-6}{10}}},
với K (giá trị Kardashev) là giá trị đo được của nền văn minh trên thang Kardashev và W là năng lượng của nó tính bằng W. Trong công thức của mình, Sagan cho W giá trị là 10 terawatt (TW), một con số cao hơn rất nhiều so với các số liệu thống kê mới, điều này làm cho giá trị K ông tính được lệnh đi 1%. Dưới đây là bảng thống kê giá trị Kardashev của văn minh loài người từ 1900 đến 2030, số liệu năng lượng lấy từ Báo cáo Năng lượng Toàn cầu năm 2005 của Cơ quan Năng lượng Quốc tế và báo cáo từ Dự án Thống kê Năng lượng Thế giới (phần 7):
| Năm  | Năng lượng sản xuất      | Năng lượng sản xuất | Năng lượng sản xuất | Năng lượng sản xuất           | Chỉ số Kardashev |
| Năm  | exajoule/năm (1018J/năm) | terawatt (1012W)    | Quad/năm            | Tương đương triệu tấn dầu/năm | Chỉ số Kardashev |
| ---- | ------------------------ | ------------------- | ------------------- | ----------------------------- | ---------------- |
| 1900 | 21                       | 0,67                | 20                  | 500                           | 0,58             |
| 1970 | 190                      | 6,0                 | 180                 | 4.500                         | 0,67             |
| 1973 | 260                      | 8,2                 | 240                 | 6.200                         | 0,69             |
| 1985 | 290                      | 9,2                 | 270                 | 6.900                         | 0,69             |
| 1989 | 320                      | 10                  | 300                 | 7.600                         | 0,70             |
| 1993 | 340                      | 11                  | 320                 | 8.100                         | 0,70             |
| 1995 | 360                      | 12                  | 340                 | 8.700                         | 0,70             |
| 2000 | 420                      | 13                  | 400                 | 10.000                        | 0,71             |
| 2001 | 420                      | 13                  | 400                 | 10.000                        | 0,71             |
| 2002 | 430                      | 14                  | 410                 | 10.400                        | 0,71             |
| 2004 | 440                      | 14                  | 420                 | 10.600                        | 0,71             |
| 2010 | 510                      | 16                  | 480                 | 12.100                        | 0,72             |
| 2030 | 680                      | 22                  | 650                 | 16.300                        | 0,73             |

Tính đến năm 2007, chỉ số Kardashev là khoảng 0,72, do chỉ số K được tính theo cơ số logarit -10, giá trị 0,72 cho thấy chúng ta đã lợi dụng được 0,16 nguồn năng lượng dự trữ của Trái Đất.

## Phát triển năng lượng
Các phương pháp mà một nền văn minh có thể tiến tới loại I:
- Sử dụng trên quy mô lớn năng lượng nhiệt hạch, văn minh loại I yêu cầu năng lượng tương đương với năng lượng tiềm tàng trong 5 kg vật chất mỗi giây. Mức này có thể đạt tới bằng cách biến đổi 1.000 kg hydro thành heli mỗi giây bằng phản ứng nhiệt hạch, tức là mỗi năm cần 3 × 1010. Một km khối nước chứa khoảng 10 11 kg hydro, dung lượng nước biển mà Trái Đất có là 1,3 × 10 9 km khối, nguồn hydro to lớn này có thể duy trì năng lượng cho văn minh Trái Đất trong cho đến hết niên đại địa chất
- Sử dụng năng lượng phản vật chất: Dùng phản vật chất nhân tạo làm nguồn năng lượng là điều không tưởng[3], tuy nhiên nếu nền văn minh có khả năng thu thập được phản vật chất tồn tại tự nhiên[4] trong vũ trụ với số lượng lớn, một hệ thống khai thác năng lượng phản vật chất có thể được tạo ra: va chạm giữa vật chất và phản vật chất sẽ chuyển hóa toàn bộ khối lượng nghỉ thành động năng. Mật độ năng lượng (Năng lượng giải phóng từ một đơn vị khối lượng) là khoảng 10 4 lần lớn hơn mật độ năng lượng có từ việc sử dụng phản ứng phân hạch hạt nhân, và khoảng 10 2 lần lớn hơn mật độ năng lượng tốt nhất có thể sản sinh ra từ phản ứng hợp hạch[5]. Phản ứng giữa 1 kg vật chất và 1 kg phản vật chất sẽ sinh ra 1,8 x 1017 J (180 petajoule) năng lượng[6].
- Năng lượng mặt trời - chuyển đổi ánh sáng mặt trời trực tiếp thành điện năng bằng cách sử dụng pin quang điện và tập trung năng lượng mặt trời hoặc gián tiếp thông qua năng lượng gió hay thủy điện. Hiện nay, người ta không biết cách nào khác để hấp thu toàn bộ năng lượng mặt trời ngoài việc phủ toàn bộ bề mặt bằng các cấu trúc hấp thụ nhân tạo, một điều có vẻ không khả thi. Tuy nhiên, nếu một nền văn minh có thể xây dựng những trạm không gian khổng lồ sản xuất năng lượng mặt trời, loại I hoàn toàn có thể đạt được.

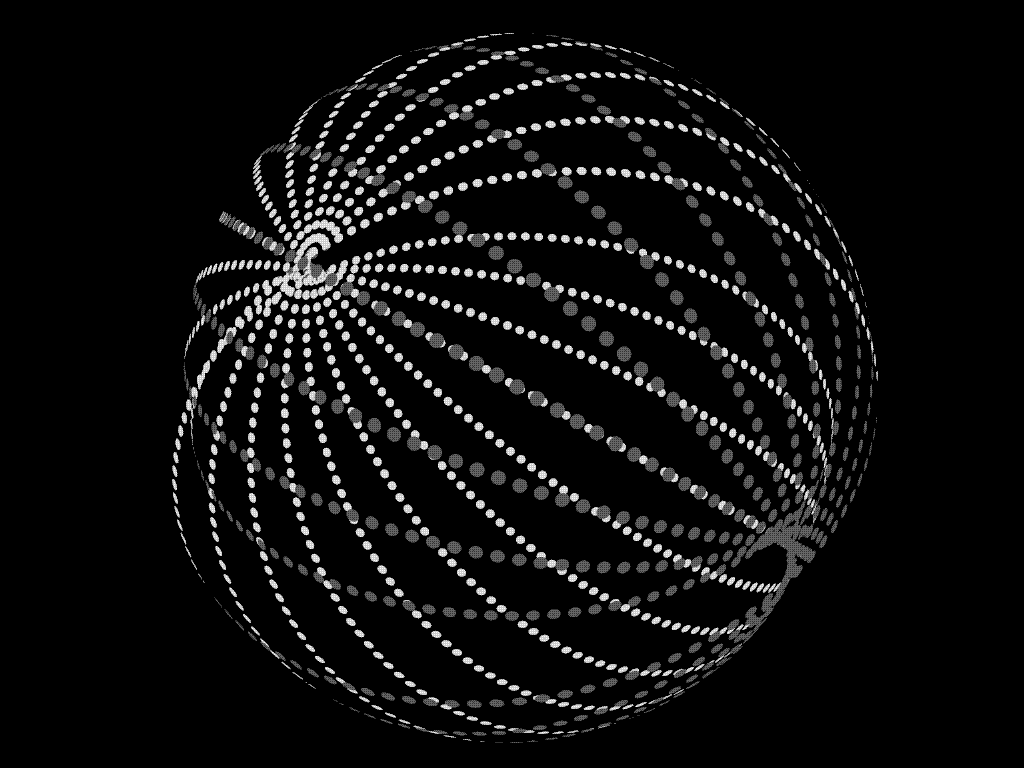
Hình ảnh của một quả cầu Dyson bọc quanh một ngôi sao

Các phương pháp nền văn minh loại II có thể sử dụng:
- Một quả cầu Dyson hay màng Dyson là một giả thiết về các siêu kiến trúc của Freeman Dyson, được mô tả như là một hệ thống các vệ tinh nhân tạo bọc quanh một ngôi sao và hấp thu hầu hết năng lượng tỏa ra của ngôi sao đó.[7]
- Một phương pháp kỳ dị được đề xuất là đẩy một ngôi sao vào lỗ đen, sau đó hấp thu các photon phát ra từ đĩa bồi tụ sinh ra.[8] Hoặc đơn giản hơn là hấp thu các photon từ một đĩa bồi tụ có sẵn, khiến cho momen động lượng của lỗ đen giảm đi; gọi là quá trình Penrose.[9]
- Trong một hệ có nhiều sao, hấp thu một phần nhỏ năng lượng của từng ngôi sao.

Văn minh loại III có thể sử dụng cùng loại công nghệ như loại II, nhưng áp dụng một cách riêng lẻ cho tất cả các ngôi sao trong một hay nhiều thiên hà. Cũng có thể là khai thác năng lượng từ các siêu hố đen được cho là tồn tại ở tâm hầu hết các thiên hà.

## Ý nghĩa
Đã có nhiều ví dụ trong lịch sử về bước tiến lớn của văn minh loài người, ví như cuộc Cách mạng công nghiệp. Một bước tiến của văn minh trên thang Kardashev sẽ gây ra ảnh hưởng lớn đến xã hội loài người, vì nó đòi hỏi phải vượt qua giới hạn của tài nguyên, cũng như lãnh thổ mà văn minh sở hữu. Một suy luận đơn giản cho thấy bước quá độ từ loại 0 sang loại I có thể dẫn tới văn minh tự hủy, trong số vài viễn cảnh đưa ra, có thể không còn chỗ cho văn minh phát triển trên chính hành tinh của mình, ví như thảm họa Malthusian. Sử dụng năng lượng mà không để ý đến hiệu ứng nhiệt, có thể dẫn đến hậu quả là môi trường của một nền văn minh tiếp cận loại I bị đứng trước nguy cơ. Lấy Trái Đất làm ví dụ, nếu nhiệt độ trung bình vượt quá 35 °C, hầu hết các loài sinh vật biển sẽ chết đi, nhiệt độ cao cũng khiến cho trao đổi chất ở sinh vật trở nên khó khăn đến ngừng hẳn. Tất nhiên nếu có chuẩn bị về mặt kỹ thuật và công nghệ, các suy đoán lý thuyết trên có thể tránh khỏi. Ngoài ra, một nền văn minh tiếp cận loại I đã phát triển kỹ thuật vũ trụ, có thể giảm áp lực cho hành tinh mẹ bằng cách thực dân ra không gian vũ trụ xung quanh, ví dụ như các hành tinh khác, hay các trạm O'Neill.

## Mở rộng thang Kardashev
Vị trí hiện nay của văn minh loài người là nằm phía dưới loại I của thang Kardashev, hiện nay được gọi là "loại 0" hay gọi bằng chỉ số K (tính theo công thức logarit của Sagan.

Zoltan Galantai đã mở rộng thang lên loại IV, ở đó văn minh có thể sử dụng được mọi nguồn năng lượng của một vũ trụ. Một nền văn minh như vậy thậm chí không thể suy đoán bằng khoa học hiện tại. Có lẽ Điểm Omega của Frank J. Tipler hoặc giả thiết Biocosm là một ví dụ của nó. Galantai cho rằng một nền văn minh như vậy không thể bị phát hiện, hoạt động của nó có lẽ không khác gì hoạt động của tự nhiên (hay không thể xác định được).
Ngoài ra, theo ý kiến của Milan M. Ćirković, loại IV nên dùng để chỉ một nền văn minh đã khai thác toàn bộ nguồn năng lượng trong siêu thiên hà của nó, hoặc trong "cấu trúc bao lớn nhất" chứa đựng văn minh. Đối với siêu đám địa phương, năng lượng xấp xỉ 1042 W.
Trong cuốn sách Các thế giới song song (Parallel Worlds), Dr. Michio Kaku giả thiết một "nền văn minh loại IV" có thể khai thác các nguồn năng lượng "ngoại thiên hà", chẳng hạn năng lượng tối.
Ngoài phương pháp phân loại theo năng lượng sử dụng, Carl Sagan đưa ra thêm một cách nhìn khác để xác định độ phát triển của văn minh: lượng thông tin mà văn minh lưu trữ. Ông đặt loại A là văn minh lưu trữ 106 bit thông tin (ít hơn bất kỳ nền văn minh nào của con người đã được ghi nhận), và mỗi bậc tăng lên số bit thông tin tăng lên 10 lần, như vậy văn minh loại Z sẽ lưu trữ 1031 bit. Trong cách phân loại này, loài người đạt 0,7 H vào năm 1973. Theo suy đoán của Sagan, có lẽ không nền văn minh nào có thể đạt tới cấp Z. Và bởi vì hai trục thông tin và năng lượng không phụ thuộc lẫn nhau, một nền văn minh cấp Z có lẽ vẫn chưa bước lên bậc III của thang Kardashev.

## Vài ví dụ trong khoa học viễn tưởng

### Loại I
- Loài người trong phim Stargate Universe đã sử dụng nguồn năng lượng từ hành tinh Icarus, với lớp vỏ hành tinh chứa một lượng lớn nguyên tố sinh năng lượng, để gửi đủ năng lượng cho Stargate để mã hóa hay quay số tới chevron (chevron là một khái niệm trong phim Stargate) thứ chín, ngược lại với các địa chỉ chevron thứ bảy trong nội thiên hà thông thường và các địa chỉ Chevron thứ tám liên thiên hà. Điều này cho phép cổng mở ra đối với con tàu Ancient có tên gọi là Destiny (Định mệnh), một con tàu đã chu du nhiều thiên niên kỷ bằng năng lượng mặt trời và đã di chuyển qua hàng trăm thiên hà khác với thiên hà của chính chúng ta. Tuy nhiên, thủ tục này đã làm mất ổn định cho nguyên tố sinh năng lượng, gây ra sự nổ ồ ạt ở quy mô hành tinh và tiêu diệt hành tinh trong quá trình đó[cần dẫn nguồn].

### Loại II
- Thế giới Eelong trong phần Các lãnh thổ của bộ truyện giả tưởng Pendragon của nhà văn D. J. MacHale đã sử dụng toàn bộ năng lượng từ vành đai các mặt trời gọi là Skaa.[15]
- Trong phim Star Trek: The Next Generation, tập "Relics", người ta đã phát hiện di tích của một vỏ Dyson, một dạng của Quả cầu Dyson.
- Imperium Hominis (Đế chế loài người) trong trò chơi Warhammer 40000, một đế quốc thiên hà vĩ đại kiểm soát hơn một triệu hành tinh.
- Tất cả các nền văn minh trong trò chơi nhập vai Mass Effect của hãng BioWare đều đạt loại II (trừ Reapers).

### Loại III
- Galaxia trong The Foundation Series là một siêu sinh vật bao trùm thiên hà, kết hợp tất cả vật chất và năng lượng trong thiên hà thành một sinh vật vốn có khả năng khai thác năng lượng của chính nó.[cần dẫn nguồn]
- Trong tác phẩm Star Maker của nhà văn Olaf Stapledon, năng lượng phát ra từ các ngôi sao trong toàn bộ thiên hà được Cộng đồng Thiên Hà sử dụng hoàn toàn.[16]
- Trong tác phẩm Manifold: Time, nhà văn Stephen Baxter giới thiệu một viễn cảnh trong tương lai: các hậu duệ của loài người trong quá trình bảo dưỡng các mạng Dyson khổng lồ bao quanh các siêu hố đen của các thiên hà. Các mạng Dyson này hấp thu năng lượng sinh ra trong quá trình bức xạ Hawking của hố đen.
- Các nền văn minh trong "The Culture" của Iain Banks đều đã đạt đến trung cao cấp của văn minh loại III, một số văn minh còn đạt mức cao hơn.[cần dẫn nguồn]

### Loại IV trở lên
- Bộ truyện The Dancers at the End of Time của Michael Moorcock mô tả một nền văn minh đã tiêu thụ tất cả năng lượng của các ngôi sao trong toàn vũ trụ, và chừa lại mặt trời của Trái Đất, cung cấp năng lượng cho một tồn tại mà các hậu duệ của loài người sống ở đó như những vị thần đêm đầy quyền năng.[17]
- Trong một trường hợp hiếm hoi, thang Kardashev được đề cập đến trong một tác phẩm viễn tưởng: tập The Gallifrey Chronicles trong bộ tiểu thuyết Doctor Who, một chúa tể thời gian tên là Marnal đã tuyến bố "các Chúa Tể Thời Gian đã đạt tới văn minh loại IV. Chúng ta là vô song. Chúng ta đã kiểm soát tất cả nguồn lực của vũ trụ này. Ở đẳng cấp này, chúng ta không cần giao lưu với bất kỳ ai."[18]
- Người Xeelee và chim Photino trong bộ tiểu thuyết Xeelee Sequence có quyền lực trong nhiều thiên hà, và đã xây dựng một vòng của siêu dây để tiến vào một chiều cao hơn.
- Các Priors trong tiểu thuyết Nhà của các mặt trời của nhà văn Alistair Reynolds có thể xếp vào loại IV, họ được đoán là nguyên nhân của các khoảng trống Boötes rộng tới 250 triệu năm ánh sáng.
- Những Người Cổ trong bộ phim Cổng Trời đã tiến hóa tới "một tầm cao của tồn tại", trước đây đã chủ động du hành giữa các thiên hà và nắm giữ một dạng cung cấp năng lượng gần như vô tận (như đã tìm thấy trên con tàu, được dùng để cài đặt cho Cổng trời vũ trụ)
- Đế quốc Combine trong Half-Life trải dài trong nhiều vũ trụ song song.
- Trong truyện Doraemon, có nhiều bảo bổi có khả năng giúp du hành thời gian, biến những thứ điên rồ nhất thành sự thật, hay có thể xóa sổ mọi thứ. Mà ở thế giới tương lai của Doraemon, có rất nhiều robot có những bảo bối như vậy. Điều này chứng tỏ loài người trong truyện đã đạt tới mức phát triển không tưởng.

## Liên hệ với xã hội học và nhân chủng học
Lý thuyết của Kardashev có thể được xem như là mở rộng của một số lý thuyết xã hội, đặc biệt là tiến hóa xã hội. Nó gần với lý thuyết của Leslie White, tác giả của Văn minh tiến hóa: Từ phát triển văn minh đến sự sụp đổ của thành Rome (The Evolution of Culture: The Development of Civilization to the Fall of Rome) (1959). White đã cố gắng tạo ra một lý thuyết giải thích toàn bộ lịch sử nhân loại. Yếu tố quan trong nhất trong lý thuyết của ông là công nghệ. Ông viết trong sách: các hệ thống xã hội được xác định bằng hệ thống công nghệ, lặp lại lý thuyết trước đó của Lewis Henry Morgan. Khi đo lường tiến bộ xã hội, ông đề xuất biện pháp đánh giá tiêu thụ năng lượng của một xã hội đó (vì vậy, lý thuyết của ông còn gọi là lý thuyết năng lượng trong tiến hóa văn minh). Ông chia sự phát triển của loài người làm năm giai đoạn: Trong giai đoạn đầu tiên, loài người sử dụng năng lượng từ cơ bắp của mình. Trong giai đoạn thứ hai, họ sử dụng năng lượng của động vật thuần hóa. Trong giai đoạn thứ ba, họ sử dụng năng lượng từ thực vật (như cách mạng nông nghiệp). Trong giai đoạn thứ tư, họ học cách sử dụng năng lượng từ tài nguyên thiên nhiên - chẳng hạn như dầu, than đá và khí đốt. Cuối cùng, trong giai đoạn thứ năm, họ khai thác năng lượng hạt nhân. White giới thiệu công thức P = E × T, trong đó P chỉ mức tiến bộ của nền văn minh, E là năng lượng tiêu thụ, và T chỉ hiệu quả của các yếu tố kỹ thuật sử dụng năng lượng.

## Phản biện
Trong tác phẩm Evolving the Alien: The Science of Extraterrestrial Life của nhà sinh vật học Jack Cohen và nhà toán học Ian Stewart, hai ông đã lập luận rằng: bởi vì chúng ta không thể hiểu được một nền văn minh tiên tiến, chúng ta không thể dự đoán được hoạt động của họ. Do đó giả thiết của Kardashev có thể không phản ánh điều gì xảy ra trong một nền văn minh tiên tiến.
Nhìn một cách trực quan, thang Kardashev gắn liền mức tiên tiến của một nền văn minh với sản lượng năng lượng văn minh sử dụng. Nó bỏ qua khả năng một nền văn minh phát triển theo hướng tăng hiệu suất sử dụng năng lượng hoặc giảm mức phụ thuộc của văn minh vào nguồn năng lượng.
Robert Zubrin dùng mức độ mở rộng của loài thay vì mức sử dụng năng lượng để đánh giá độ phát triển của văn minh. Văn minh loại I: loài đã phát triển trên toàn hành tinh của nó, loại II trên toàn hệ mặt trời của nó, loại III đã thực dân ra toàn thiên hà.